# NGC 6692
NGC 6692 је елиптична галаксија у сазвежђу Лира која се налази на NGC листи објеката дубоког неба.
Деклинација објекта је + 34° 50' 39" а ректасцензија 18h 41m 41,5s. Привидна величина (магнитуда) објекта NGC 6692 износи 13,2 а фотографска магнитуда 14,2. NGC 6692 је још познат и под ознакама UGC 11330, MCG 6-41-18, CGCG 201-33, KAZ 491, PGC 62268.